# Noir (album)
Albums de William Control
Hate Culture
(2008) Silentium Amoris
(2012)
Singles
1. I'm Only Human Sometimes
Sortie : 2010

Noir est le deuxième album studio de William Control. I'm Only Human Sometimes est l'unique single de l'album. William Control a même enregistré une vidéo pour la chanson. Il existe deux versions de la vidéo, explicite et censurée. iTunes a refusé la pochette de single, ce qui a créé une controverse,.

## Pistes
| 1.    | Une Annonce                                                                 | William Control                                              | William Control              | William Control                                              | 1:24  |
| 2.    | Vorspiel                                                                    | William Control                                              | Kenneth Fletcher             | William Control                                              | 1:06  |
| 3.    | All Due Restraint                                                           | William Control                                              | William Control              | William Control                                              | 3:09  |
| 4.    | I'm Only Human Sometimes                                                    | William Control                                              | William Control              | William Control                                              | 3:30  |
| 5.    | Can't Help Falling in Love                                                  | Elvis Presley, George Weiss, Hugo Peretti and Luigi Creatore |                              | Elvis Presley, George Weiss, Hugo Peretti and Luigi Creatore | 3:22  |
| 6.    | Why Dance with the Devil, When You Have Me? (featuring Kurupt, Liza Graves) | William Control                                              | William Control              | William Control                                              | 4:10  |
| 7.    | My Lady Dominate                                                            | William Control                                              | William Control              | William Control                                              | 4:02  |
| 8.    | Soliloquy                                                                   | William Control                                              | William Control              | William Control                                              | 3:56  |
| 9.    | Dorian Gray (featuring Ashley Costello, and Jeffree Star)                   | William Control                                              | William Control              | William Control                                              | 3:47  |
| 10.   | Ultrasound                                                                  | William Control                                              | William Control              | William Control                                              | 2:53  |
| 11.   | Noir                                                                        | William Control                                              | William Control, Luke Barnes | William Control                                              | 2:32  |
| 12.   | Epilogue                                                                    |                                                              |                              | Stephen Jeffreys, dialogue de The Libertine                  | 11:22 |
| 45:13 |                                                                             |                                                              |                              |                                                              |       |